# Asadabad (stad)
Asadabad (Pasjtoe: اسعد‌آباد) is de hoofdstad van de Afghaanse provincie Kunar. Asadabad is de grootste stad van de provincie en tevens de hoofdplaats van het district Asadabad.

## Naam
Voor de 17e eeuw werd Asadabad aangeduid als Damkale (Afghaans voor 'uitrustdorp'), omdat Alexander de Grote hier zou hebben uitgerust tijdens zijn oorlog tegen de Afghanen. Desondanks leed Alexander in deze oorlog volgens zeggen zijn eerste (en enige) nederlaag.